# OBJ (Wavefront)
OBJ (el nom sencer, rarament emprat, és Wavefront OBJect i l'extensió .obj) és un format de fitxer de definició de geometria d'objectes 3D. Els fitxers OBJ poden suportar colors il·limitats i un fitxer pot definir múltiples objectes. Els objectes d'un fitxer OBJ estan definits per cares de polígons (definits per vèrtexs o punts), normals i també poden emmagatzemar informació de color i textura. Els arxius OBJ són vectorials, comportant que els objectes definits siguin escalables. No hi ha cap mida màxima del fitxer. El format no emmagatzema cap informació de l'escena com la posició de la llum o les animacions. S'usa com a fitxer d'intercanvi entre programari diferent per a models no animats i per a la impressió d'objectes CAD i 3D. És un format de fitxer de codi obert àmpliament adoptat per diferents aplicacions gràfiques; en obrir el fitxer, apareixerà com a línies d'informació escrites en ASCII. Fou desenvolupat per Wavefront Technologies a la dècada de 1980 per al programari d'animació Advanced Visualizer.